# Patrizio Lunato Laosio
Patrizio Lunato Laosio (falecido a 22 de abril de 1602) foi um prelado católico romano que serviu como bispo de Nusco (1578–1602).

## Biografia
No dia 15 de outubro de 1578, Patrizio Lunato Laosio foi nomeado pelo Papa Gregório XIII como Bispo de Nusco. Serviu como Bispo de Nusco até à sua morte a 22 de abril de 1602.